# 倶知安町立倶知安中学校
倶知安町立倶知安中学校（くっちゃんちょうりつ くっちゃんちゅうがっこう）は、北海道虻田郡倶知安町にある公立中学校。通称「倶中（くっちゅう）」。

## 概要
町の中心部に所在し、付近には北陽小学校や倶知安高等学校などの教育機関が集中する。2013年に旧倶知安中学校と東陵中学校を統合して設立された中学校で、以後は町唯一の中学校である。そのため町の全域が学区となっており、町内5つの小学校は当校へ進学する。
校章および校歌は、町民などから募集したものを基に作成した。校章は、倶知安町の町花・キバナシャクナゲをモチーフにし、中央に校名の頭文字「倶」が記されている。デザインには、何事にもくじけず我慢強い人になってほしいなど、複数の願いが込められている。校歌は、巻礼子の作詞、松浦欣也の作曲である。歌詞は3番からなり、羊蹄山や尻別川など倶知安町が擁する自然豊かな様子が表現されていたり、前身校の校歌から引き継いだフレーズがある。

## 沿革
- 2008年（平成20年）11月 - 倶知安町立小中学校適正配置審議委員会を結成[7]。
- 2011年（平成23年）9月5日 - 校名を「倶知安中学校」に決定[8]。
- 2012年（平成24年） - 校章を募集し選定[5]。
- 2013年（平成25年）
  - 4月1日 - 旧・倶知安中学校と東陵中学校を統合し、新制倶知安中学校として開校[9][3]。旧倶知安中学校の施設を引き継ぐ。
  - 5月2日 - 開校記念式典を開催し、同日（5月2日）を開校記念日に制定[10][9]。
- 2020年（令和2年） - GIGAスクール構想に係わる整備を実施[9]。
- 2022年（令和4年）11月15日 - 開校10周年記念式典を開催[9]。

## 施設概要
主な施設を掲載。
- 普通教室棟 - 鉄筋コンクリート造4階建て[11][12]。2010年度に耐震補強工事を実施[12]。
- 特別教室棟 - 鉄筋コンクリート造4階建て[11][12]。2010年度に耐震補強工事を実施[12]。
- 屋内体育館 - 1980年度竣工の鉄骨造2階建て。延床面積は995平方メートル。2010年度に耐震補強工事を実施[12]。
- 部室 - 1983年度竣工の木造平屋建て。延床面積は20平方メートル[12]。
- 校庭

## 周辺
- 北海道倶知安高等学校
- 倶知安町立北陽小学校
- ながいよしえ倶知安クリニック
- 北地域会館
- 北児童館
- フーズショップ まつい
- 倶知安保育所

## 著名な関係者
旧倶知安中学校の関係者も掲載。

### 出身者
- 勝呂裕司 - ノルディック複合選手

### 教職員
- 稲村稔夫 - 1948年5月から1950年に他校へ異動するまで勤めた[13]。